# Alessandro Beltrami
Alessandro Beltrami (Omegna, 21 agosto 1981) è un allenatore di pallavolo italiano, tecnico della Futura Giovani.

## Carriera
La carriera di Alessandro Beltrami inizia come scoutman nel 2004 nel Chieri: viene promosso come secondo allenatore nella stagione 2007-08 sempre per la squadra piemontese. Nell'annata 2008-09 è il secondo allenatore dell'Asystel, sempre in Serie A1, con cui vince la Coppa CEV.
Nel frattempo, dal 2006 al 2013, parallelamente all'attività di club, riveste inoltre il ruolo di assistente allenatore della nazionale tedesca guidata da Giovanni Guidetti, di cui era collaboratore anche a Chieri, conquistando il bronzo al World Grand Prix 2009 e il secondo posto al campionato europeo 2011 in Serbia e Italia.
Dopo aver guidato come primo allenatore il Chieri '76 Carol's in Serie B2 nella stagione 2009-10, in quella successiva è alla guida delle concittadine del Chieri, in Serie A2, ottenendo la promozione nella massima categoria del campionato italiano, a cui partecipa con lo stesso club nella stagione 2011-12.
Nell'estate del 2012 accetta l'incarico di Direttore Tecnico del settore giovanile del club tedesco dello Schweriner, dove tuttavia rimane pochi mesi: subentra infatti poco dopo l'inizio della stagione 2012-13 ad Alessio Simone nel Forlì Bologna. Nell'annata 2013-14 diventa allenatore del neopromosso Casalmaggiore, sempre in Serie A1. Dopo diversi mesi passati ad allenare la nazionale under 19 tedesca, prende le redini, nella stagione 2014-15, della LJ di Modena, nella massima divisione italiana, per due stagioni.
Per il campionato 2016-17 allena il Kamnik nella 1. DOL slovena, club dal quale si dimette nel dicembre 2016, per rientrare in Italia ingaggiato nel mese di gennaio per concludere il campionato con la Savino Del Bene, in Serie A1; nell'annata seguente passa alla neopromossa Filottrano sempre in massima divisione, da cui viene esonerato nel dicembre 2017.
Nell'aprile 2018 entra nello staff tecnico della nazionale olandese al seguito di Jamie Morrison; dalla stagione 2018-19 è alla guida del Montecchio Maggiore in Serie A2 dove rimane per un biennio, prima di tornare in massima serie al club di Scandicci nel ruolo di vice di Massimo Barbolini. L'esperienza nel club toscano dura soltanto un'annata; Beltrami accetta infatti la proposta della Millenium Brescia, appena retrocessa in Serie A2, che guida nella stagione 2021-22 conquistando la Coppa Italia di categoria.
Prima del termine della stagione 2023-24 lascia il club bresciano, ingaggiato dalla Futura Giovani, ancora in Serie A2.

## Palmarès

### Club
- Coppa Italia di Serie A2: 1

2021-22
- Coppa CEV: 1

2008-09